# Rastan Saga
Rastan Saga (ラスタンサーガ) est un jeu vidéo édité et développé par Taito. Sorti en 1987 en bornes d'arcade, il prend place dans un monde d'heroic fantasy où le joueur incarne un barbare. Il a pour suites Rastan Saga II et Warrior Blade: Rastan Saga Episode III.

## Accueil
- Aktueller Software Markt : 7,2/12 (Master System)[1]
- Computer and Video Games : 77 % (Commodore 64)[2]
- The Games Machine : 85 % (ZX Spectrum)[3] - 43 % (Master System)[4]